# Museo José Cruz Herrera
El Museo Cruz Herrera es una pinacoteca dedicada al pintor José Cruz Herrera. En sus salas se expone una colección de 201 lienzos. Se encuentra en su ciudad natal, La Línea de la Concepción (Cádiz), en uno de los edificios más históricos de la ciudad, Villa San José, el cual ha sido renovado por completo para la inauguración del nuevo museo que se produjo el 15 de enero de 2016, el cual se encontraba anteriormente ubicado en la plaza Fariñas en el edificio de la Casa de la Cultura. La inversión en el acomode del edificio, que anteriormente acogía la casa consistorial, fue superior al millón de euros.

## Descripción
Cruz Herrera fue un pintor prolífico cuya producción supera las cinco mil obras. El museo tiene expuestas 110 obras de las 257 que almacena en fondos que completa con exposiciones temporales. Se divide en cuatro salas de exposición donde se puede seguir la evolución artística del pintor linense. Realza en sus pinturas la belleza de la mujer andaluza. Expuso en 1921, cuarenta cuadros en el Salón del Círculo de Bellas Artes de Madrid, asistiendo a su inauguración la infanta Isabel de Borbón. Entre sus innumerables éxitos, galardones y títulos, podemos destacar la Primera Medalla de la Exposición Nacional en 1923. En el museo que lleva su nombre, se recogen sus primeros trabajos, además de los cuadros que pintó el tiempo que vivió en el  Marruecos francés , dónde encontramos el ambiente, la luz, el colorido y el exotismo del mundo árabe. 
En su obra predominan los retratos de mujeres andaluzas con cabellos y ojos oscuros y labios gruesos y muy rojos, junto con una gran variedad de temas: bodegones, retratos, desnudos, paisajes o autorretratos.